# Dumb Ways to Die

Dumb Ways to Die (littéralement, « Manières stupides de mourir ») est une campagne publicitaire entreprise par le métro de Melbourne en Australie, pour promouvoir la sécurité ferroviaire. La vidéo créée le 14 décembre 2012 à cette occasion devient rapidement virale grâce au partage sur les réseaux sociaux.

## La campagne
La campagne est conçue par l'agence de publicité McCann (en). Elle prend la forme de pages dans des journaux, d'annonces sur des radios locales, d'affiches dans les rues et dans le réseau du métro ainsi que sur Tumblr. John Mescall, président-directeur-général de McCann, déclare que « le but de cette campagne est d'impliquer un public qui ne veut vraiment pas entendre toute sorte de messages de sécurité, et nous pensons que Dumb Ways to Die le permettra ». McCann estime qu'en deux semaines la campagne a généré une valeur médiatique d'au moins 50 millions de dollars et plus de 700 articles dans les médias, pour « une fraction du coût d'un spot TV ». Selon l'agence responsable du métro de Melbourne, la campagne a contribué à une réduction de plus de 30 % des accidents « évités de justesse », passant de 13,29 par million de kilomètres sur la période de novembre 2011 à janvier 2012, à 9,17 de novembre 2012 à janvier 2013.

## La vidéo
Une vidéo est développée par Pat Baron, animée et réalisée par Julian Frost et produite par Cinnamon Darvall et Mark Bradley. Elle est postée sur YouTube le 14 novembre 2012 et trouve son public deux jours plus tard. Basée sur de l'humour noir, elle présente « une variété d'adorables personnages se donnant la mort de manière de plus en plus stupides », dont trois personnages se faisant tuer par le métro à cause de leur comportement dangereux. Elle est vue par 2,5 millions de personnes en l'espace de 48 heures et 4,7 millions un jour plus tard,. En deux semaines plus de 28 millions d'internautes la visionnent et 85 parodies sont créées. Début juin 2013 la vidéo a plus de 49 millions de vues à son compteur. A l'heure actuelle (juillet  2024), elle a été vue plus de 310 millions de fois.
Le 26 novembre 2012, McCann Melbourne met en ligne une version karaoké.

## La chanson
La chanson Dumb Ways to Die, tirée de la vidéo, est écrite par John Mescal et composée et produite par Ollie McGill du groupe The Cat Empire. Elle est interprétée par Emily Lubitz, chanteuse principale du groupe Tinpan Orange, et les chœurs sont tenus par Ollie McGill,. Elle sort sur iTunes, attribuée à l'artiste « Tangerine Kitty », en référence à Tinpan Orange et The Cat Empire. Un jour après cette sortie, elle prend place dans le top 10 d'écoute sur iTunes et le 18 novembre elle obtient la sixième place des chansons les plus populaires, passant devant Diamonds de Rihanna,. Elle est décrite comme le « plus grand succès tube viral d'Australie ». Elle atteint le top 10 d'iTunes aussi à Hong Kong, à Singapour, à Taïwan et au Viêt Nam. En deux semaines soixante-cinq reprises sont postées sur YouTube.

## Les jeux

### Dumb Ways to Die
En mai 2013, l'entreprise gérant le métro de Melbourne sort un jeu Dumb Ways to Die sous forme d'application pour iPhone, iPad et iPod touch,. Le jeu invite les joueurs à empêcher les différents personnages présentés tout au long de la campagne d'entreprendre des activités dangereuses sous la forme de mini-jeux s'enchaînant rapidement et ne durant que quelques secondes, à la manière des jeux WarioWare.  Dans l'application les joueurs peuvent aussi s'engager à « ne pas faire de choses stupides aux alentours des trains »,.

### Dumb Ways to Die 2: The Games
Le 9 décembre 2014, la même entreprise sort une deuxième application intitulée Dumb Ways to Die 2: The Games. Le concept du jeu reste le même, à quelques détails près. Les mini-jeux ont été créés sous le thème des Jeux Olympiques. 
Aussi, le jeu est séparé en 9 sections : Dumb Dome (Maison Stupide), Drown Town (La Ville de la Noyade), Freezerville (Congélateur-ville)  Dumbest of the Dumb (Le plus Stupide du Stupide) Area Fiftydumb, The Dumbgeon, Rio Stadidumb, Adrenaland (La Ville de l'Adrénaline) et pour finir Camp catastrophe . Chaque section contient des mini-jeux, à l'exception de Dumbest of the Dumb . En effet, cette section contient tous les mini-jeux et permet de remporter de nouveaux personnages. 
Au cours du jeu, le joueur peut accumuler des points bonus pendant les déplacements entre les sections. Pour cela, il doit compléter des mini-jeux sous le thème de la sécurité ferroviaire. Les points remportés seront ajoutés à ses prochains scores.

## Accueil
Simon Crerar du The Herald Sun écrit que cette chanson possède « le refrain le plus accrocheur depuis le Gangnam Style de PSY ». Alice Clark du même périodique décrit la vidéo comme « adorablement morbide » et écrit que les transports en commun de Victoria « brisent enfin sa longue série discontinue de terribles annonces publicitaires ». Le Sunshine Coast Daily compare lui aussi la vidéo au succès du chanteur coréen en la qualifiant du « Gangnam Style des campagnes de sécurité du métro ».
Daisy Dumas du Sydney Morning Herald déclare que la vidéo est « sombrement mignonne et ennuyeusement accrocheuse » et que le refrain est un « ver d'oreille ». Michelle Starr du CNET compare la campagne publicitaire à une rencontre entre les Darwin Awards et Les Enfants fichus et la chanson à « un tube indie pop mièvre dans le style de Feist ».
Logan Booker de Gizmodo décrit la vidéo comme étant  « une page du livre de Happy Tree Friends, mélangeant l'adorable et le terrifiant ». Karen Stocks de la branche australienne de YouTube déclare que le grand nombre de visionnages de la vidéo depuis une interface mobile est assez inhabituel. Elle attribue le succès de la vidéo à « un titre accrocheur, à une mélodie accrocheuse qui se coince dans la tête et à un message facile à comprendre et parfaitement ciblé ».
Arlene Paredes de l'International Business Times écrit que la vidéo « attire brillamment l'attention des spectateurs » et qu'elle est « sans doute la plus mignonne campagne publicitaire jamais faite ».

## Censure en Russie
Le 5 février 2013, le blog d'Artemy Lebedev est censuré par Roskomnadzor, le service fédéral de surveillance des communications, des technologies de l'information et des médias russe pour avoir contenu la vidéo. Plus tard le même jour, la vidéo est aussi censurée sur YouTube avec le message suivant : « Ce contenu n'est pas disponible pour votre pays en raison d'une plainte juridique du gouvernement ». L'acte officiel de retrait envoyé sur LiveJournal est cité, en partie, par Lebedev sur son blog :

« Les paroles de la chanson contiennent une description de plusieurs façons de se suicider, comme utiliser des médicaments après leur date d'expiration, se tenir debout au bord d'une plateforme, courir sur les rails, manger de la glu forte et autres. Les personnages animés illustrent différents façons dangereuses de se suicider dans un format attractif pour les enfants et les adolescents. Les paroles comme "se cacher dans un sèche-linge" ou "que fait ce bouton rouge ?" contiennent une incitation à commettre de tels actes. »

## Récompenses et distinctions
La campagne publicitaire obtient sept Webby Awards en 2013, comprenant ceux du meilleur film d'animation et de la meilleure campagne militante pour un service public. Elle remporte aussi six Siren Awards, décernés par la radio commerciale australienne, dont le Siren d'or de la meilleure publicité de l'année et les Sirens d'argent de la meilleure chanson et de la meilleure campagne,.
Lors de l'édition 2013 du festival international du film d'animation d'Annecy, la vidéo remporte le Cristal pour un film de commande. Elle gagne aussi le Grand Trophée dans la catégorie campagne publicitaire à l'édition 2013 du festival international des publicités de New York.